# 大眼無齒鯧
大眼無齒鯧，為輻鰭魚綱鱸形目鯧亞目無齒鯧科的其中一種，分布於太平洋區，包括中國、日本南部、夏威夷群島、馬來西亞、紐西蘭等海域，體長可達35公分，棲息在中底層水域。

## 擴展閱讀
維基物種上的相關：大眼無齒鯧